# Hôtel de ville de Dallas
L'hôtel de ville de Dallas (en anglais Dallas City Hall) est l'hôtel de ville de la ville de Dallas, aux Texas, aux États-Unis.
Le bâtiment actuel, construit par l'architecte Ieoh Ming Pei, est le 5e bâtiment de ce type. Il a remplacé le Dallas Municipal Building en 1978.
Il sert de base au siège de l'OCP dans le film RoboCop (1987) de Paul Verhoeven.

Vue aérienne.